# هيروفومي موريياسو
هيروفومي موريياسو (باليابانية: 森安 洋文) (23 أبريل 1985 في دالاس في الولايات المتحدة – )؛ هو لاعب كرة قدم ياباني سابق كان يلعب كمدافع.

## وصلات خارجية
- هيروفومي موريياسو على موقع رابطة كرة القدم اليابانية للمحترفين (اليابانية)
- هيروفومي موريياسو على موقع قاعدة بيانات كرة القدم.إي يو (الإنجليزية)
- هيروفومي موريياسو على موقع Soccerway.com (الإنجليزية)
- هيروفومي موريياسو على موقع عالم كرة القدم.نت (الإنجليزية)
- هيروفومي موريياسو على موقع كووورة